# Au bord du lit
Au bord du lit est une nouvelle de Guy de Maupassant, parue en 1883.

## Historique
Au bord du lit est initialement publiée dans la revue Gil Blas du 23 octobre 1883, sous le pseudonyme Maufrigneuse, puis dans le recueil Monsieur Parent.

## Résumé
Le comte de Sallure a beaucoup trompé sa femme et le lui a avoué. Alors qu'elle s'apprête à lui rendre la monnaie de sa pièce — et sans doute pour cette raison — il retrouve à son endroit un désir renouvelé. La comtesse exige, pour céder à ses ardeurs, qu'il la paye comme il a payé ses maitresses.

## Particularité de la nouvelle
Si le thème de cette nouvelle — une vision prostitutionnelle des rapports conjugaux — est caractéristique de Maupassant, son écriture se démarque du style narratif habituel chez cet auteur : l'abondance des dialogues, l'utilisation du présent de narration font penser à une saynète de théâtre.

## Adaptations
- 1962 : Le Travail, 3e sketch du film Boccace 70, réalisé par Luchino Visconti, avec Romy Schneider et Tomás Milián.
- 2008 : Au bord du lit, épisode 8, saison 2, réalisé par Jean-Daniel Verhaeghe dans le cadre de la série télévisée française Chez Maupassant, avec Françoise Gillard et Denis Podalydès

## Éditions
- Au bord du lit, dans Maupassant, Contes et Nouvelles, tome I, texte établi et annoté par Louis Forestier, éditions Gallimard, Bibliothèque de la Pléiade, 1974  (ISBN 978-2-07-010805-3).